# نیروهای مسلح بلاروس
نیروهای مسلح بلاروس (انگلیسی: Armed Forces of Belarus) مجموعه نیروهای نظامی بلاروس است، که از نیروهای زمینی بلاروس، نیروی هوایی بلاروس و نیروهای ویژه بلاروس تشکیل می‌شود.